# 改定
| ウィキペディアには「改定」という見出しの百科事典記事はありません（タイトルに「改定」を含むページの一覧/「改定」で始まるページの一覧）。 代わりにウィクショナリーのページ「改定」が役に立つかもしれません。 |